# Kiscseres
Kiscseres (románul: Cireșu Mic) település Romániában, a Bánságban, Temes megyében.

## Fekvése
Temesvártól keletre, Lugos és Kricsó közt fekvő település.

## Története
Kiscseres 1956 előtt Cserestemes része volt. Ekkor vált külön a településtől.
1966-ban 83 lakosából 10 román, 4 magyar, a többi egyéb volt.